# Effiat
Effiat ist eine Gemeinde mit 1.127 Einwohnern (Stand: 1. Januar 2022) im zentralfranzösischen Département Puy-de-Dôme in der Region Auvergne-Rhône-Alpes. Die Gemeinde gehört zum Arrondissement Riom und zum Kanton Aigueperse.

## Lage
Effiat liegt etwa 16 Kilometer nordöstlich von Riom. Umgeben wird Effiat von den Nachbargemeinden Charmes im Norden und Nordwesten, Biozat im Norden, Brugheas im Nordosten, Bas-et-Lezat im Osten, Saint-Clément-de-Régnat im Süden und Südosten, Bussières-et-Pruns im Süden und Südwesten, Montpensier im Westen und Südwesten sowie Saint-Genès-du-Retz im Westen und Nordwesten.

## Bevölkerungsentwicklung
| Jahr                       | 1962 | 1968 | 1975 | 1982 | 1990 | 1999 | 2008 | 2018 |
| Einwohner                  | 766  | 797  | 799  | 725  | 730  | 744  | 989  | 1124 |
| Quellen: Cassini und INSEE |      |      |      |      |      |      |      |      |

## Sehenswürdigkeiten
- Kirche Saint-Blaise aus dem 17. Jahrhundert, seit 1972 Monument historique
- Schloss Effiat, seit 1980/2004 Monument historique
- Schloss Denone, seit 2009 Monument historique

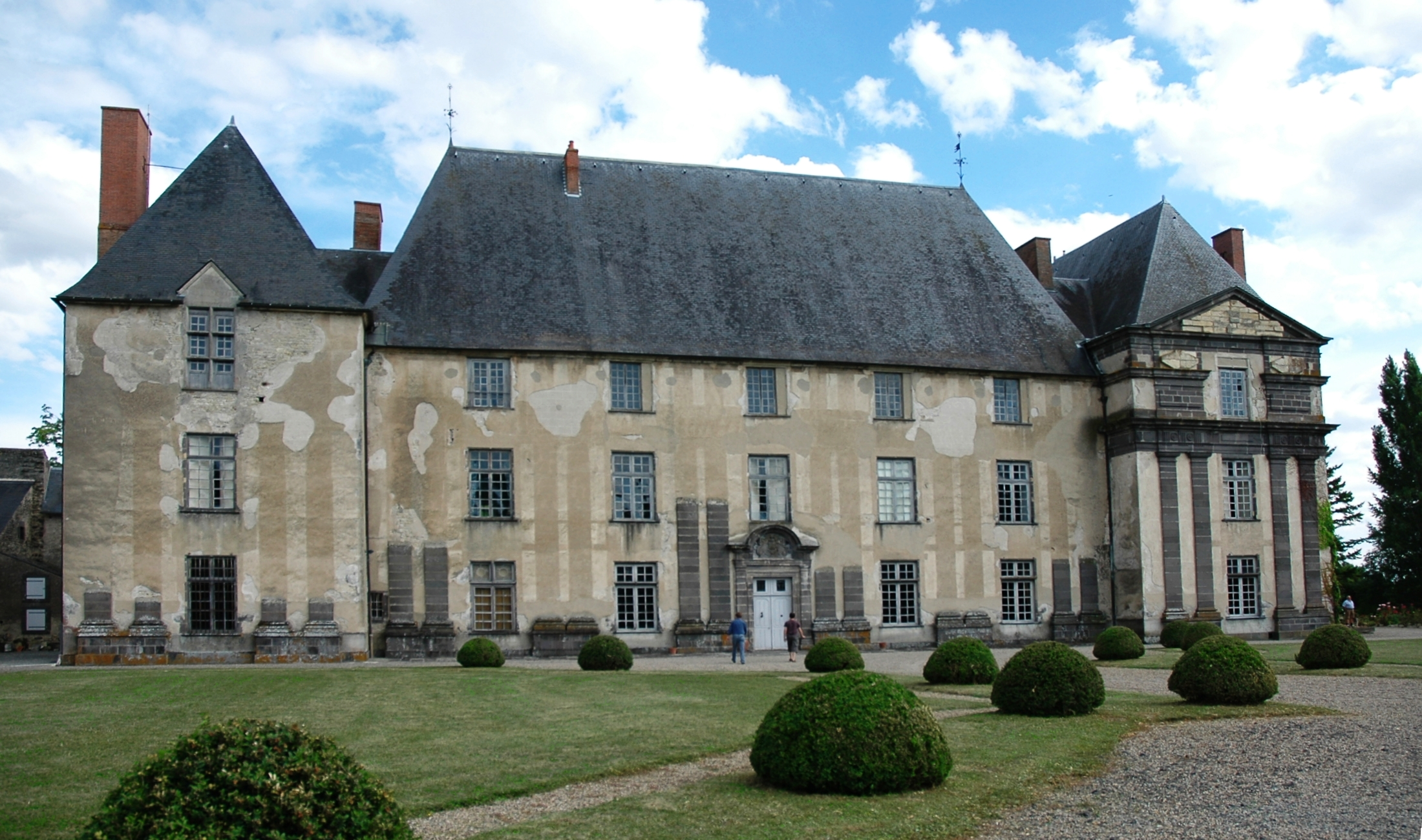
Schloss Effiat